# Bát hổ
Bát hổ (chữ Hán: 八虎), hay còn được gọi là Bát đảng (八黨), là một nhóm hoạn quan bao gồm 8 người có quyền lực mạnh nhất dưới thời Chính Đức nhà Minh (1505–1521). Tám người này bao gồm Lưu Cẩn (劉瑾), Mã Vĩnh Thành (馬永成), Cao Phụng (高鳳), La Tường (羅祥), Ngụy Bân (魏彬), Khâu Tụ (丘聚), Cốc Đại Dụng (谷大用) và Trương Vĩnh (張永). Trong đó nổi bật nhất là Lưu Cẩn, thủ lĩnh của nhóm Bát hổ, cũng là một trong những hoạn quan khét tiếng nhất trong lịch sử Trung Quốc.

## Khái quát
Từ thời xa xưa, các hoàng đế Trung Hoa thường sử dụng hoạn quan vào những việc hầu hạ, bảo vệ tin cẩn trong hậu cung nhằm đảm bảo huyết thống của mình không bị pha tạp. Dần dần, vai trò của các hoạn quan được mở rộng không chỉ hầu hạ cho hoàng đế, mà còn cho cả các thành viên hoàng tộc khác, bao gồm các phi tần, hoàng tử, công chúa.
Tuy vậy, sự thân cận này lại dễ dàng biến các hoạn quan trở thành những thế lực đáng sợ đối với các vương triều. Ngay từ thời Tần, hoạn quan Triệu Cao đã lợi dụng sự thông đồng của Thừa tướng Lý Tư để sửa di chiếu của Tần Thủy Hoàng nhằm đưa hoàng tử Hồ Hợi (tức Tần Nhị Thế) lên ngôi. Triệu Cao còn đi xa hơn khi tìm cách diệt trừ Lý Tư, thậm chí giết cả Tần Nhị Thế và mưu đồ tự lập làm hoàng đế. Mặc dù ý định của Triệu Cao cuối cùng cũng đã bị dập tắt do vua bù nhìn Tần Tử Anh kịp thời ra tay trước, nhưng hậu quả để lại từ sự lũng đoạn của Triệu Cao đã góp phần không nhỏ đưa nhà Tần đi đến diệt vong.
Các triều đại sau đó dù cố gắng học bài học này, nhưng hầu như không có tác dụng. Thời Đông Hán có Thập thường thị, thời Đường có đến 7 hoàng đế do các hoạn quan lập nên.
Minh Thái Tổ sau khi lập quốc, đã cố gắng học bài học từ các triều trước, cho lập bia sắt quy định ngăn cản ngoại thích và hoạn quan can dự vào triều chính. Bất chấp các biện pháp này, các hoàng đế nhà Minh về sau đều dung túng cho hoạn quan, và nhà Minh trở thành triều đại mà ảnh hưởng của các hoạn quan đạt đến đỉnh cao. Vào cuối thế kỷ XV, có hơn 1 vạn hoạn quan làm việc trong triều đình và nội cung.
Khi loạn Tĩnh Nan nổ ra, Yên vương Chu Đệ đã nhờ cậy rất nhiều vào sự giúp đỡ của các hoạn quan mà đoạt được ngai vàng. Vì vậy, ngay khi lên ngôi, ông đã trọng dụng các hoạn quan để làm đối trọng với các văn quan võ tướng. Các hoạn quan thân tín của hoàng đế bắt đầu được bổ nhiệm vào các chức vụ chỉ huy cấm quân, chỉ huy quân đội, khâm sai triều đình, thậm chí cầm đầu các phái bộ ở nước ngoài. Quan trọng nhất, các hoạn quan còn kiểm soát cả các cơ quan mật vụ đầy quyền lực của hoàng đế, điều đó có nghĩa là họ có thể kiểm soát quốc gia thông qua tống tiền và tham nhũng.

## Sự trỗi dậy củaBát hổ
Năm 1505, Minh Hiếu Tông Hoằng Trị đế băng hà. Thái tử Chu Hậu Chiếu đăng cơ kế vị khi mới 14 tuổi, tức Minh Vũ Tông Chính Đức hoàng đế. Ngay khi lên ngôi, vị hoàng đế trẻ rõ ràng đã không tin tưởng các đại thần, vì vậy đã lập tức đã bổ nhiệm 8 hoạn quan thân tín từng hầu cận mình khi còn ở ngôi Trữ quân, không chỉ nắm giữ những chức vụ trọng yếu trong triều đình và còn kiểm soát quân đội cũng như các cơ quan mật vụ Đông Xưởng và Tây Xưởng. Quyền thế của 8 hoạn quan này bắt đầu nắm cả thiên hạ, được mệnh danh là Bát hổ. Đến lượt mình, Bát hổ cũng tìm cách bổ nhiệm các thân tín và thân thuộc vào nắm giữ các vị trí trọng yếu trong triều lẫn ngoài nội, hình thành phe cánh mạnh mẽ, lũng đoạn triều đình.
Một trong tám tên hoạn quan, Lưu Cẩn, người nổi lên với tư cách là thủ lĩnh của nhóm, được giao trọng trách biểu diễn âm nhạc cung đình vào đầu năm 1506, giúp ông trở thành công cụ giải trí của Chính Đức. Ông đã xuất sắc trong vai trò này, đưa ra những ý tưởng cho những trò tiêu khiển được chứng minh là rất hợp theo ý thích của hoàng đế.
Một số nhóm trong giới thượng lưu đã hoảng hốt với sự thăng tiến của Lưu Cẩn và ảnh hưởng rõ ràng của nhóm đối với nhà cầm quyền trẻ tuổi, và vì vậy họ bắt đầu âm mưu chống lại Bát hổ.
Ba đại thần bao gồm các Đại học sĩ Lưu Kiện, Tạ Di, Lý Đông Dương - những người từng được giao quyền phò tá, dạy học cho thái tử Chu Hậu Chiếu từ thời Hoằng Trị và được các thượng thư các bộ ủng hộ, đã dâng sớ yêu cầu xử tử cả nhóm Bát hổ, trong khi các hoạn quan bị thất sủng khác khăng khăng cho rằng chỉ cần xin bãi chức bọn chúng vì đó là một hình phạt mà hoàng đế sẽ dễ xem xét hơn. Một kế hoạch chung cuối cùng đã được thỏa thuận giữa hai bên và bắt đầu với một kiến nghị trực tiếp với hoàng đế, đó là yêu cầu xử tử Lưu Cẩn và trục xuất các thành viên còn lại trong nhóm ra khỏi triều đình.
Lưu Cẩn đã được một trong những đồng bọn của mình thông báo về âm mưu này của đám quần thần và liền cùng 7 tên hoạn quan khác đến hậu cung để quỳ xuống cầu xin tha mạng trước mặt Chính Đức vào đêm ngày 27 tháng 10 năm 1506. Hoàng đế đã nghe theo lời cầu xin của chúng, và vào buổi chầu ngày hôm sau, ông trấn an bá quan bằng cách tuyên bố sẽ quyết định số phận của bọn hoạn quan khi rảnh rỗi. Tất cả đại thần đã từ quan ngay lập tức khi nghe tin này và một số bá quan cấp cao đã làm theo. Âm mưu trừ Bát hổ đã bị dập tắt và hầu hết các cuộc điều tra về sự lộng quyền của tám tên hoạn quan cuối cùng đã bị bỏ qua.
Lưu Cẩn đã tiến hành trả thù những người lên tiếng chống lại hắn, dẫn đến một loạt các vụ cách chức, các vụ tra tấn và bỏ tù một số đại thần, Lễ bộ thượng thư cấp cao có thái độ không quy phục mình.
Vào tháng 2 năm 1507, 21 quan lại dâng sớ phản đối việc hoàng đế bãi chức các đại thần đều bị đánh bằng trượng và giáng làm thường dân. Cho đến cuối năm 1507, rất ít người trong cung điện sẵn sàng lên tiếng thách thức Lưu Cẩn, người được biết đến lúc bấy giờ là "Lưu hoàng đế" hay "Hoàng đế đứng", cũng như đồng bọn của hắn.
Năm 1509, khi bộ biên niên sử về Hoằng Trị đế trong Minh thực lục được hoàn tất và trình lên triều đình, ban Nội các đã xin thăng chức cho các học giả liên quan đến dự án. Tuy nhiên, Lưu Cẩn không ưa các học giả này do đây là những người có thái độ bất phục hắn, dù chưa có hành động chống đối cụ thể nào. Thay vì chấp nhận thăng chức cho họ, Lưu Cẩn đã đề nghị Chính Đức đế chuyển những người này đến Nam Kinh nhận chức vụ khác như là một cách để loại bỏ tận gốc những thành phần có tư tưởng phản đối hắn trong kinh thành.

## Các thành viên của Bát hổ

### Lưu Cẩn (1451-1510)
Lưu Cẩn quê ở Hưng Bình, Hàm Dương thuộc tỉnh Thiểm Tây. Ông sinh ngày 28 tháng 2 năm 1451 trong một gia đình họ Đàm. Tên ban đầu của ông là Đàm Cẩn. Ông tin mình có khả năng ăn nói hùng hồn, vì vậy đã quyết định trở thành hoạn quan, vì ông coi đó là con đường tốt nhất để thành công. Sau khi trở thành hoạn quan, ông được một hoạn quan khác đã già có họ Lưu nhận nuôi, và đổi tên thành Lưu Cẩn.
Ông bắt đầu làm việc trong cung điện hoàng gia vào những năm thập niên 1480, nơi ông bắt đầu hợp nhất với một nhóm hoạn quan khác mà sau này trở thành Bát hổ. Năm 1492, ông được chuyển từ vai trò là người canh lăng mộ của Minh Hiến Tông sang công việc hầu hạ, phục vụ cho Đông cung Hoàng thái tử Chu Hậu Chiếu, tức hoàng đế Chính Đức tương lai. Lưu Cẩn trở thành người yêu thích của thái tử, và ông trở thành người đứng đầu bộ đánh chuông và trống sau khi Chính Đức lên ngôi năm 1505. Từ đó, Lưu Cẩn dần có thêm quyền lực và sự ảnh hưởng, và được biết đến như là thủ lĩnh của Bát hổ.
Hầu hết các nhà sử học thời Minh và hiện đại đều coi sự trỗi dậy quyền lực của Lưu Cẩn là bạo ngược và mô tả ông là "tàn bạo, độc ác và xảo quyệt". Ông trở thành Trưởng ban Nghi lễ, trong đó ông nổi tiếng với việc thay đổi các tấu chương được gửi đến và phản hồi từ hoàng đế. Điều này có nghĩa là về cơ bản, ông đã kiểm soát những gì hoàng đế biết và những gì hoàng đế đã phê duyệt. Sau đó, ông trở thành Tư lễ giám của các quần thần, và được biết đến vì nhận hối lộ từ các quan chức cấp cao. Ví dụ, ông yêu cầu 13 quan hành chính tỉnh phải trả cho ông 20.000 lượng bạc khi họ đến thăm kinh đô, ba lần một năm. Ông cũng rất có ảnh hưởng trong quân đội. Ở đỉnh cao quyền lực của Lưu Cẩn, tất cả các hành động quân sự phải được ông chấp thuận, giúp ông có nhiều quyền lực hơn các tướng lĩnh.
Sau khi tái lập Tây Xưởng và giao cho Cốc Đại Dụng quản lý, Lưu Cẩn đã thuyết phục hoàng đế tạo ra một Kho nội vụ (Nội xưởng), nơi sẽ giám sát các mối nguy hiểm trực tiếp lên ngai vàng và sự an toàn của hoàng đế. Kho này được làm giám sát viên cho hai kho kia, Đông và Tây, do đó củng cố quyền lực của Lưu Cẩn. Kho đã bức hại nhiều đối thủ chống đối với Lưu Cẩn và các chính sách của ông ta. Người ta ước tính rằng hơn 1000 người đã bị giết trong Kho Nội vụ.
Từ số tiền có được nhờ tham nhũng, ông tiếp tục phô trương vinh quang và sự giàu có của mình bằng cách xây dựng một cung điện ở quê nhà.
Khi bị lật đổ năm 1510, lực lượng Cẩm y vệ đã được Chính Đức gửi đến để bắt giữ ông và tịch thu tài sản của ông. Trong quá trình lục soát, các binh lính đã tìm thấy tổng cộng 12.057.800 lượng vàng và 259.583.600 lượng bạc, cũng như đá quý, con dấu giả và những chiếc lộng với những con dao giấu bên trong, có vẻ như được sử dụng để hành thích hoàng đế. Ông bị triều đình xử tử bằng hình phạt lăng trì với 1000 vết chém. Ông đã bị chém 3,357 lần trong khoảng thời gian ba ngày.

### Trương Vĩnh (1470-1532)
Trương Vĩnh, một người gốc Tân Thành, Bảo Định, Hà Bắc, không xuất hiện trong các ghi chép lịch sử cho đến thời gian hoạt động của ông trong nhóm Bát hổ. Trong thời Chính Đức, ông nắm quyền kiểm soát nhiều chức vụ quan trọng và phát triển mối liên kết chặt chẽ giữa ông và Hoàng đế. Bằng cách này, ông bắt đầu coi thường các chính sách và kế hoạch của triều đình. Ví dụ, bất chấp sự phản đối mạnh mẽ của Thượng thư Bộ doanh thu, ông đã mua thành công một số đất tư nhân hóa. Ông kiểm soát Kho Đông xưởng, một trong những kho bí mật và hoạt động tình báo báo cáo với hoàng đế. Ông cũng được trao quyền kiểm soát đồn trú Shen-Chi, được thành lập để cho binh lính luyện tập với súng. Năm 1510, Trương Vĩnh được bổ nhiệm làm Tư lệnh tối cao của quân đội và được phái đi để dập tắt cuộc nổi dậy của An Hóa vương Chu Chí Phiên.
Khi Lưu Cẩn còn nắm quyền, Trương Vĩnh là cánh tay phải của ông ta trên chiến trường và cả ở nhà. Ông không có mối quan hệ tốt với Lưu Cẩn, nhưng không thể bị tước bỏ quyền lực do năng lực quân sự rất tốt của mình. Trương Vĩnh đã âm mưu cùng với Dương Nhất Thanh để trừ bỏ Lưu Cẩn, và trở thành thành hoạn quan quyền lực nhất trong số các thành viên còn lại của Bát hổ sau cái chết của Lưu Cẩn.
Vào tháng 10 năm 1511, Trương Vĩnh đã xin hoàng đế cho phép ông chọn 6.000 quân từ đồn trú kinh thành để huấn luyện đặc biệt làm lực lượng trấn áp nội loạn trong giai đoạn khủng hoảng chính trị. Chính Đức đế đã phê chuẩn yêu cầu này do cần thêm quân đội để chiến đấu với lực lượng nổi loạn của Lưu Lục, Lưu Thất.
Vào tháng 7 năm 1514, Trương Vĩnh được giao nhiệm vụ đem quân bảo vệ biên giới phía bắc nhằm chống lại sự xâm phạm của người Mông Cổ.
Tuy nhiên, sau cái chết của Chính Đức đế, địa vị của ông rơi vào trạng thái của một hoạn quan thông thường, và ông được lệnh cho nghỉ hưu bởi tân hoàng đế Gia Tĩnh. Tuy nhiên, đến năm 1529, ông đã bắt đầu lấy lại được một số quyền lực, và được bổ nhiệm làm Tổng tham mưu của các bộ phận tích hợp. Ông qua đời không lâu sau đợt bổ nhiệm này.

### Cao Phụng (mất năm1526)
Sau khi Lưu Cẩn chết, Cao Phụng đã trở thành một trong những người đứng đầu mới của Tổng cục Nghi lễ, cùng với Ngụy Bân. Bên cạnh đó, thông tin về Cao Phụng còn hạn chế.

### Mã Vĩnh Thành (1468-1526)
Mã Vĩnh Thành đến từ khu vực Bá Châu hoặc Văn An, Lang Phường. Ông ta trở nên giàu có nhờ đi cướp giật trong một băng đảng, nhận hối lộ từ các quan địa phương để họ có thể có được sự ưu ái của hoàng đế. Mã Vĩnh Thành nắm quyền kiểm soát Đông xưởng, nơi hoạt động như một trụ sở gián điệp và cơ quan an ninh bí mật của triều đại nhà Minh.

### Cốc Đại Dụng
Cốc Đại Dụng được biết đến với vị trí đứng đầu Tây Xưởng, nơi mà Chính Đức đế đã mở cửa trở lại vào năm 1506 sau 25 năm ngủ yên do mong muốn có một cơ quan tình báo toàn diện hơn, với Cốc Đại Dụng là người quản lí. Tây Xưởng đã bị đóng cửa sau khi Lưu Cẩn bị hành quyết, mặc dù Chính Đức đế vẫn coi trọng Cốc Đại Dụng.
Vào tháng 8 năm 1511, Cốc Đại Dụng được bổ nhiệm làm tổng chỉ huy các vấn đề quân sự và ông đã lãnh đạo một nhóm quân đội ở phía nam kinh đô để chiến đấu với lực lượng phản loạn của anh em Lưu Lục, Lưu Thất. Như một phần thưởng cho việc đánh tan cuộc nổi loạn, những người em trai và anh trai của ông đã được phong tước quý tộc.
Các thành viên trong gia đình ông được đảm nhận các vị trí và vai trò quan trọng trong bộ máy quốc gia. Chẳng hạn, cha của Cốc Đại Dụng được trao quyền chỉ huy Đội cảnh binh mật cùng với cha của Trương Vĩnh.
Ông cũng làm việc trong các dự án xây dựng từ thiện ở Bắc Kinh. Năm 1508, ông đã tặng một chiếc chuông lớn cho chùa Đạo giáo Bạch Vân Quán (Đền Mây Trắng), nơi đã xây dựng một hội trường mới. Vào năm 1510 và 1512, ông đã khôi phục chùa Lingtongmiao ở công viên phía nam, chùa Yanfasi bên ngoài cổng phía tây của kinh thành và chùa Huguosi (để nó có thể cung cấp nơi ở cho các nhà sư Trung Á). Ông đã sử dụng các khoản đóng góp từ hoàng đế và gia đình hoàng tộc để thực hiện các dự án này, nhưng có lẽ đã được hoàng đế ủy quyền và yêu cầu. Cốc Đại Dụng dường như cũng đã chọn ít nhất một trong những dự án của mình, khôi phục lại một ngôi đền cũ ở vùng đồi núi phía Tây xa xôi, biến nó thành "một khu vực sáng chói và rực rỡ".
Sau cái chết của Chính Đức đế, ông tạm thời được vinh danh với những đóng góp cho triều đình, trước khi bị đày đến Nam Kinh, nơi ông qua đời sau này.

### Khâu Tụ
Ông phụ trách kho Đông Xưởng, nhưng mất việc sau khi Lưu Cẩn bị giết. Ông không có bất kỳ tài liệu nào đề cập đến mình, đôi khi chỉ được nhắc đến trong tiểu sử của Bát hổ. Bên cạnh đó, thông tin về Khâu Tụ còn hạn chế.

### Ngụy Bân
Ngụy Bân được trao quyền chỉ huy đồn trú san qian ying (三千 營), được tạo nên từ 3.000 người man di đã quy phục thiên triều. Ngụy Bân cũng được biết đến với việc xây dựng đền Hongshangshi. Ông đã sử dụng bói toán để tìm một nơi chôn cất phù hợp ở vùng ngoại ô phía nam của Bắc Kinh, và xây dựng Hongshangshi ở đó vào năm 1514. Vùng đất được hoàng đế chính thức ban tặng, và ngôi đền được gọi là "Đền thờ của ngài Ngụy". Khu vực này nổi tiếng với những vườn hải đường và những cây thực vật quý hiếm khác. Sau khi Lưu Cẩn bị xử tử, Ngụy Bân đã trở thành một trong những người đứng đầu Ban Giám đốc Nghi lễ, cùng với Cao Phụng. Tuy nhiên, ông quyết định từ quan nghỉ hưu sau khi hoàng đế Gia Tĩnh lên ngôi.

### La Tường
Hầu như không có thông tin nào về La Tường, mặc dù được biết rằng ông ta là thành viên của Bát hổ.

## Ảnh hưởng chính trị

### Chính Đức hoàng đế

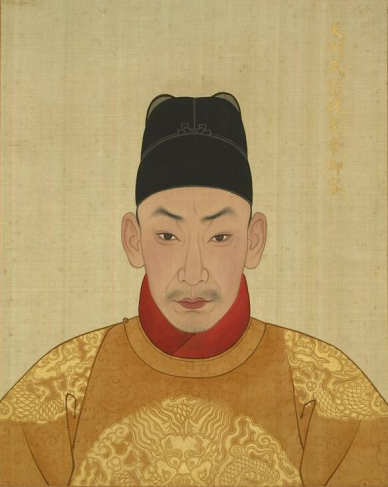
Minh Vũ Tông Chính Đức hoàng đế

Vào những năm đầu thời Chính Đức, Lưu Cẩn và bảy hoạn quan khác, những người đã phục vụ hoàng đế khi còn ở Đông cung, được thêm vào đội ngũ tham triều của ông. Ông đã bỏ qua lời khuyên của các đại thần, những người đã khuyên can ông nên hạn chế vai trò của các hoạn quan trong triều. Được chăm sóc bởi các hoạn quan từ khi còn nhỏ, ông rất quý chuộng họ, và bắt đầu từ năm 1506, ông đã giao cho họ những vai trò quan trọng về tài chính và quân sự. Ông thích dành thời gian với họ, chủ yếu để tập cưỡi ngựa, bắn cung, đá cầu, săn bắn và âm nhạc. Lưu Cẩn chịu trách nhiệm về các trò giải trí trong cung điện, và "cung cấp các điệu nhảy, đấu vật, một đàn thú kỳ lạ và dĩ nhiên là âm nhạc". Bọn hoạn quan cũng thường xuyên khuyến khích Chính Đức rời khỏi cung điện, cải trang thành dân thường để khám phá các đường phố ở Bắc Kinh, mà hoàng đế yêu thích. Do đó, hoàng đế không còn quan tâm đến chính sự, vì vậy ông bắt đầu giao lại các công việc quốc gia chỉ cho các hoạn quan của mình.
Vì không muốn phải đối phó với chính sự, Chính Đức đế đã để lại hầu hết các vấn đề của quốc gia cho hoạn quan. Chẳng hạn, hoàng đế cần tiền để thực hiện các dự án đế quốc khác nhau, nhưng không muốn sử dụng tiền cá nhân của mình, vì vậy vua đã lắng nghe và thực hiện các ý tưởng của Bát hổ, trong đó chủ yếu là tăng thuế mới.
Khi cảm thấy chán nản cuộc sống trong cung cấm, Chính Đức liền hạ lệnh xây dựng ở phía Tây hoàng cung một nơi gọi là "Báo phòng" (豹房). Muốn xây dựng công trình phải cần tiền tài, nhân lực. Hoàng đế liền nảy sinh ham muốn đối với vàng bạc. Lưu Cẩn thừa dịp đó tâu khuyên vua nên "kinh doanh" chức tước bằng cách "thu tiền của quan mới, mỗi người 2 vạn lạng bạc". Chính Đức đang khao khát "Báo phòng", liền nghe theo Lưu Cẩn, còn giao cho hắn toàn quyền quyết định việc này.
Mặc dù Chính Đức đế dành tất cả tiền bạc và thời gian của mình cho các hoạt động giải trí trong cung điện, nhưng Bát hổ không bao giờ chỉ trích, khuyên can nhà vua và luôn tuân theo mong muốn của ông, điều đó khiến vua tin tưởng họ rất nhiều. Một ví dụ về điều này là vào năm 1516, ông quyết định rời khỏi hoàng cung và chuyển đến Tuyên Phủ để có một cuộc sống giải trí tốt hơn. Vì các đại thần của ông và nhiều quan lại khác phản đối điều này không ngớt, vua đã không thể đi được, bất chấp đã phạt trượng bọn họ để răn đe. Vào ngày 8 tháng 9 năm 1517, hoàng đế cố gắng thực hiện kế hoạch tuần du một lần nữa, lệnh cho Cốc Đại Dụng không để ai khác đi theo ông qua Cư Dung quan trên đường đến Tuyên Phủ. Do sự thi hành nghiêm túc của Cốc Đại Dụng đối với mệnh lệnh này, các bá quan khác không thể làm gì ngoài việc chờ đợi cho đến khi hoàng đế chán cuộc sống mới và quay trở lại Bắc Kinh vào năm 1518.
Sự tin tưởng của Chính Đức vào các hoạn quan của mình đã dập tắt những nỗ lực để loại bỏ Bát hổ của các đại thần. Ông cho họ mặc áo choàng rồng, tượng trưng cho việc họ sẽ được miễn truy cứu với mọi tội danh mà họ có thể gây ra. Thử thách thực sự duy nhất đối với sự tin tưởng này được thể hiện trong vụ bắt giữ Lưu Cẩn, người vốn luôn được vua yêu thích, và được hoàn thành chỉ với sự giúp đỡ của tất cả các thành viên khác.

### Chính sách và cải cách

#### Kiểm soát chính sự

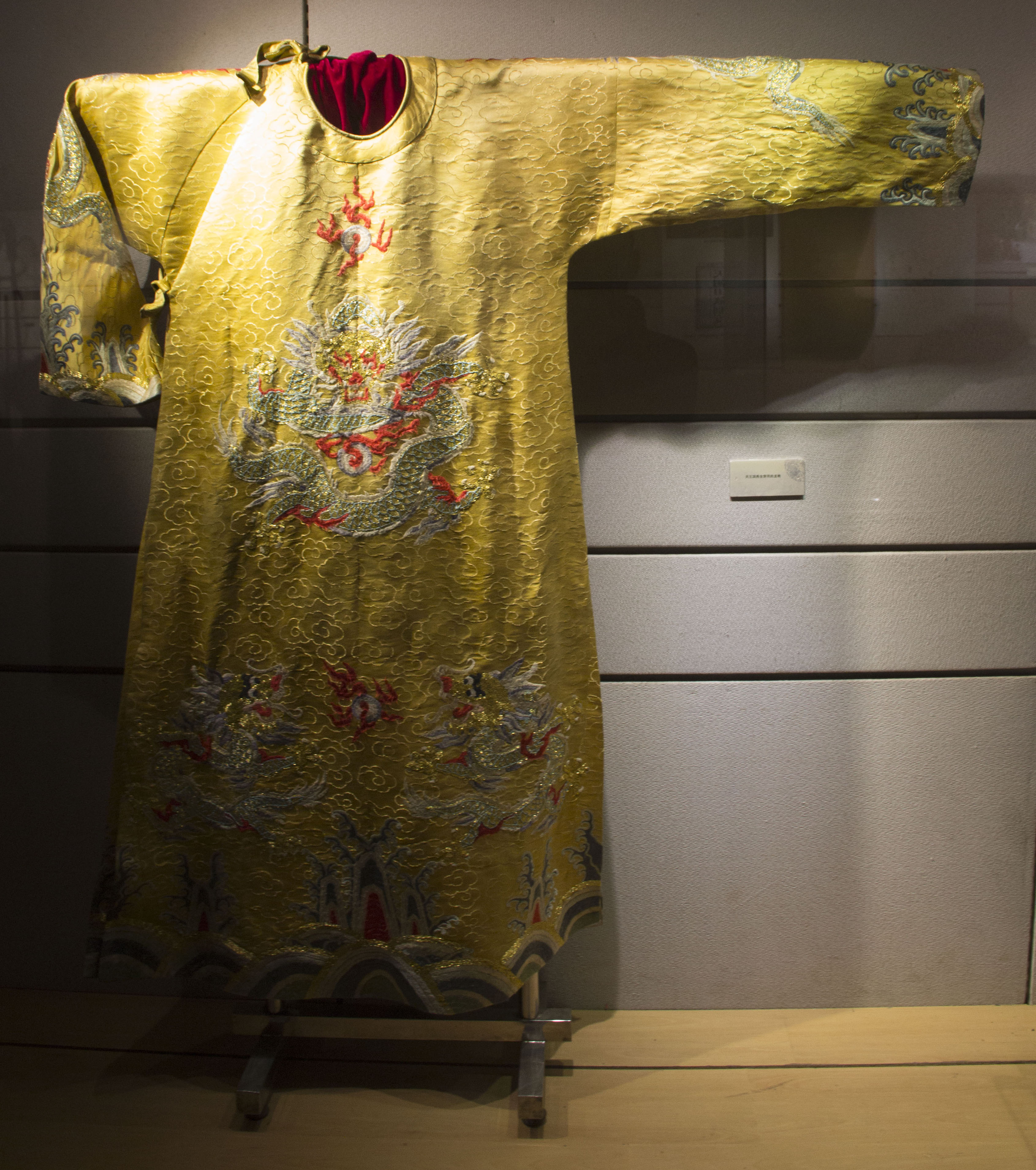
Chiếc áo choàng rồng mà Minh Vũ Tông tặng cho các thành viên của Bát hổ để mặc, mặc dù theo truyền thống nó là một đặc quyền chỉ dành riêng cho hoàng gia

Sau khi đơn kiến nghị năm 1506 thất bại trong việc loại bỏ Bát hổ khỏi quyền lực, Lưu Cẩn bắt đầu trả thù bất cứ ai phản đối hắn. Vào tháng 3 năm 1507, ông đã ban hành một sắc lệnh khiến ông và các thành viên khác của Bát hổ ngang nhau về cấp bậc và quyền hạn đối với các quan chức cấp tỉnh cao nhất, cũng như quyền điều tra bất kỳ vấn đề hành chính hoặc tư pháp nào. Tất cả các tài liệu chính thức phải được ông chấp thuận trước khi chúng có thể được gửi đến Thượng thư các bộ hoặc Đông các Đại học sỹ. Ông cũng đã phá vỡ phong tục bằng cách kết án các quan lại để trừng phạt nghiêm khắc bằng những tội danh từng được xem là tội nhẹ, cụ thể là không thừa nhận thẩm quyền của mình, điều mà trước đây chưa từng được sử dụng đối với các bá quan và chỉ áp dụng cho các tội nghiêm trọng. Lưu Cẩn đã kiểm soát chính quyền đế quốc ở cả kinh đô và các tỉnh vào mùa hè năm 1507.
Các hoạn quan đã mở rộng vai trò của họ trong cung điện để kiểm soát phần còn lại của cấu trúc triều đình. Nhiều vị trí trong số này đã trở nên có sẵn cho Bát hổ sau đợt thanh trừng của bọn chúng với những người chống đối trong sự kiện "kiến nghị 1506". Chẳng hạn, Giám đốc Nghi lễ thường kiểm soát các Kho Tây hoặc Đông xưởng, cũng như cảnh binh mật, người "thực thi hầu như không giới hạn về cảnh binh và cơ quan chính quyền", với một nhà tù rất đáng sợ.
Các kho, vốn là các tổ chức báo cáo và khủng bố phạm nhân, được điều hành bởi Bát hổ. Khâu Tụ điều hành Đông xưởng, Cốc Đại Dụng điều hành Tây xưởng và Lưu Cẩn điều hành Nội hành xưởng. Nhiều nghi phạm, bao gồm các Đại học sỹ, thượng thư các bộ, kiểm duyệt, binh lính và thường dân, đã bị bắt, đánh đập nặng nề, và đôi khi bị giết. Những cảnh binh mật của Nội hành xưởng đã tiến hành nhiều vụ đánh đập và tra tấn. Số người bị bắt lên đến hàng ngàn. Các Kho Tây xưởng và Nội xưởng đã bị đóng cửa sau khi Lưu Cẩn bị hành hình, mặc dù hoàng đế vẫn thích Cốc Đại Dụng và dự tính mở lại Tây xưởng. Tuy nhiên, do có quá nhiều phản ứng dữ dội, nên nó vẫn đóng cửa. Mặt khác, Đông xưởng, vẫn hoạt động trong vài năm tới, dưới các nhà quản lí khác nhau, cho đến khi tan rã sau cái chết của Chính Đức đế.
Khi nắm quyền, Lưu Cẩn đã xoay xở để thay đổi mạnh mẽ cấu trúc triều đình theo hướng có lợi cho ông và các hoạn quan trong nhóm, nhưng ông đã nhắm đến nhiều chính sách chưa từng ban hành trong lịch sử. Ông muốn tạo ra một đế chế nơi các hoạn quan là cấp trên của mọi bá quan trong mọi nhánh của vương triều, một quy mô chưa từng có trong lịch sử Trung Quốc. Hầu hết các cải cách triệt để này của ông không được biết đến, bởi vì chúng bị các quan dân sự phản đối quyết liệt và vì vậy không bao giờ được thực hiện.

#### Tài chính
Năm 1506, Lưu Cẩn được giao nhiệm vụ tăng doanh thu cho triều đình. Ông tuyên bố rằng sự sụt giảm doanh thu là do quản lý sai và tham nhũng, và quyết định tiến hành một cuộc điều tra chung và phạt các quan lại làm việc không hiệu quả. Lưu Cẩn ban nhiều loại thuế mới đồng thời đối phó với nạn tham nhũng và khả năng làm việc kém hiệu quả của các quan triều đình. Ông cũng trở nên nổi tiếng vì nhận hối lộ lớn từ các quan địa phương.
Ví dụ, vào tháng 6 năm 1508, Lưu Cẩn đã ra lệnh kiểm tra hàng tồn kho ngũ cốc. Ông đã gửi cố vấn để kiểm duyệt khắp Trung Quốc để xem bao nhiêu thức ăn và cỏ khô đã được mua, cũng như nếu nó đã được đổi thành bạc hoặc vẫn còn trong kho. Ông cũng nhắm mục tiêu lạm dụng giới tinh hoa địa phương, trừng phạt các quan làm việc không hiệu quả bằng hình phạt ngồi tù hoặc phạt tiền nặng, sau đó được chuyển đến phía bắc và phía tây. Ở Phúc Kiến và Tứ Xuyên, Lưu Cẩn đã thêm một thuế phụ vào các mỏ bạc, mặc dù các quan đã báo cáo rằng không có thêm bạc trong đó. Kể từ khi Lưu Cẩn phạt tiền nặng với các quan làm ông ta khó chịu, nhiều người bắt đầu trả tiền hối lộ cho ông để tránh những khoản tiền phạt đó.
Lưu Cẩn cũng thực hiện những cuộc khảo sát về các thôn trang quân sự, và đó là nguyên nhân cuối cùng dẫn đến cuộc nổi dậy của An Hóa vương vào năm 1510.

## Phong trào chốngBát hổ

### Phản đối sớm
Đô sát viện Giang Tần phản đối Lưu Cẩn đuổi các quan lại quan trọng ra khỏi thư phòng. Mô tả Lưu Cẩn là "một nô tài thấp hèn", ông đặt câu hỏi tại sao hoàng đế lại tin tưởng Lưu Cẩn hoàn toàn như vậy trong khi mọi người đều ghét và sợ hắn ta. Ông cũng tuyên bố sẽ sẵn sàng dâng thủ cấp của mình cho Chính Đức, chỉ cần hoàng đế loại bỏ Lưu Cẩn khỏi quyền lực. Đối với những tuyên bố này, Giang Tần đã bị Chính Đức đế phạt 30 trượng và bị bỏ tù. Ba ngày sau, ông ta lại hối thúc Chính Đức xử tử Lưu Cẩn, nhưng ông lại tiếp tục bị đánh. Cuối cùng, sau một lần bị phạt trượng cuối cùng, ông ta đã chết.
Sau khi Lưu Cẩn được bổ nhiệm làm chủ triều đình vào tháng 6 năm 1506, các đại thần đã hoảng hốt. Họ đặt câu hỏi về hành động này nhưng đã bị phớt lờ.

### Đơn kiến nghị năm 1506 của Hàn Văn
Kế hoạch thực sự đầu tiên để loại bỏ Lưu Cẩn khỏi triều đình đến từ những hoạn quan triều trước do Vương Nhạc cầm đầu, những người cảm thấy ảnh hưởng của mình bị đe dọa bởi hắn. Họ muốn hắn ta bị trục xuất đến Nam Kinh hoặc bị xử tử. Vào ngày 27 tháng 10 năm 1506, Hàn Văn, Hộ bộ thượng thư, đã đệ đơn kiến nghị lên hoàng đế, yêu cầu xử tử tám "con hổ dữ" đó. Hoàng đế không muốn xem xét điều này. Thượng thư Từ Kim cảnh báo rằng hoàng đế sẽ không dễ dàng thay đổi ý định với một yêu cầu quyết liệt như vậy, nhưng các đại thần đã kiên quyết, và thuyết phục các hoạn quan triều trước khác cùng tham gia để hoàng đế ký đơn kiến nghị. Các quan triều đình đã đồng ý yêu cầu hoàng đế thi hành bản án vào sáng ngày 28 tháng 10.
Tuy nhiên, một trong những mật vụ của Lưu Cẩn tại triều đình đã bí mật báo với hắn về kế hoạch này. Vào đêm 27 tháng 10, tất cả các thành viên của Bát hổ đã vào đến tận nơi ăn nghỉ của Chính Đức để cầu xin hoàng đế thương xót. Lưu Cẩn nói với hoàng đế rằng tất cả chỉ là một âm mưu và Giám đốc nghi lễ hoạn quan Vương Nhạc đang hợp tác với các đại thần để hạn chế quyền lực của hoàng đế. Hoàng đế tin tưởng Lưu Cẩn, và loại bỏ những "kẻ âm mưu" khỏi các vị trí của họ, chỉ định Lưu Cẩn là Giám đốc Nghi lễ. Phần còn lại của Bát hổ đã đảm nhận một số vị trí quân đội quan trọng khác. Còn đám hoạn quan Vương Nhạc thì bị cách chức và đày đến Nam Kinh, nhưng bị sát hại trên đường đi.
Vào ngày 28 tháng 10 năm 1506, vào buổi chầu sáng của triều đình tưởng chừng sẽ là sự kết thúc giai đoạn lộng hành của Bát hổ, các quan nhận ra rằng có gì đó kỳ lạ khi tất cả bọn chúng vẫn được Chính Đức triệu tập đến tham triều buổi sáng. Một vị quan cho rằng hoàng đế đã quyết định ông sẽ tự mình quyết định phải làm gì với tám "con hổ" này. Nhận ra kế hoạch đã thất bại, gần như tất cả các đại thần sau đó đã từ quan và Lưu Cẩn đã chấp nhận sớ từ quan của họ.
Lưu Cẩn tiếp tục củng cố quyền kiểm soát của mình và trả thù những người đã phản đối ông ta. Ông bắt giam Hàn Văn với tội lừa đảo, và cách chức ông vào ngày 13 tháng 12 năm 1506. Vào tháng 2 năm 1507, 21 đại thần phản đối việc loại bỏ các đại thần khác đã bị đánh đập và giáng làm thường dân. Từ đó trở đi, bất cứ ai chống lại Lưu Cẩn đều bị đánh đập, tra tấn và bãi nhiệm.

### Thư nặc danh 1508
Vào ngày 23 tháng 7 năm 1508, một nhóm hoạn quan bị thất sủng đã gửi một bức thư nặc danh cho hoàng đế về tội ác của Lưu Cẩn. Lưu Cẩn nghĩ rằng nó phải được viết bởi một quan lại, và bắt đầu điều tra họ, bắt giữ tất cả bá quan. Hắn cuối cùng thả họ ra khi phát hiện ra một hoạn quan đã viết thư, và sau đó hắn đã thành lập một cơ quan an ninh để điều tra họ. Lưu Cẩn cuối cùng đã trục xuất các hoạn quan liên quan đến Nam Kinh.

### An Hóa vương chi loạn
Lưu Cẩn đã tăng mức thuế ở Thiểm Tây, nơi mà hắn đã bắt những kẻ vi phạm pháp luật về thuế, và đánh đập họ. Điều này khiến những người lính trong tỉnh tức giận. Lãnh chúa địa phương, An Hóa vương Chu Chí Phiên, đã tức giận về sự lộng hành của các hoạn quan. Ông tin rằng họ đã giành được vị trí của mình thông qua sự thuyết phục, chứ không phải thông qua bất kỳ sự giúp đỡ thực sự nào cho quốc gia. Do đó, An Hóa vương quyết định nhân cơ hội này để nổi dậy. Vào ngày 12 tháng 5 năm 1510, ông tổ chức một bữa tiệc, sau đó có những người lính đến và giết các quan lại, sĩ quan và hoạn quan tham dự. Sau đó ông ta tuyên bố sẽ nuôi một đội quân để đánh bại Lưu Cẩn. Tuy nhiên, cuộc nổi loạn chỉ kéo dài 19 ngày trước khi ông bị một trong những chỉ huy kỵ binh của mình phản bội. Trương Vĩnh và Dương Nhất Thanh, những người đã được phái đi để đánh bại cuộc nổi loạn, đã đến để bắt ông đem về kinh đô xử tử.

### Lục đục nội bộ
Lưu Cẩn không có mối quan hệ tốt với Trương Vĩnh, người không thể bị loại khỏi chức vụ như những kẻ thù khác của Lưu Cẩn do năng lực quân sự rất tốt của ông ta. Lưu Cẩn tự coi mình là nhà độc tài so với phần còn lại của Bát hổ, và thường ủy thác công việc mà ông không muốn làm cho họ. Thái độ này khiến phần còn lại của Bát hổ vô cùng phẫn nộ. Sự rạn nứt này là một trong những nguyên nhân dẫn đến thảm kịch cuối đời của Lưu Cẩn vào năm 1510.

## Đánh mất quyền lực

### Lưu Cẩn
Đến năm 1510, mối quan hệ giữa Lưu Cẩn và Trương Vĩnh đã xấu đi đáng kể. Là một thanh tra quân đội, Trương Vĩnh được phái đến Thiểm Tây để giám sát và đàn áp loạn An Hóa vương. Người bạn đồng hành của ông ta trong các chuyến hành quân là Dương Nhất Thanh, chỉ huy tối cao của quân đội, người đã từng bị Lưu Cẩn buộc rời khỏi chức vụ vào năm 1507 và có ác cảm với hắn. Dương Nhất Thanh đã thuyết phục được Trương Vĩnh rằng Lưu Cẩn đang lên kế hoạch cho một hoạt động sẽ khiến cuộc sống của Trương Vĩnh gặp nguy hiểm. Ông tuyên bố rằng Lưu Cẩn đang lên kế hoạch ám sát hoàng đế và đưa cháu trai của mình lên ngai vàng, và kế hoạch sẽ bắt đầu vào ngày 17 tháng 9 năm 1510.
Vào ngày 13 tháng 9, sau khi loạn An Hóa vương chính thức bị dẹp, Chính Đức đế đã tổ chức một bữa tiệc mừng công với nhóm Bát hổ và Lưu Cẩn đã xin rời tiệc trước. Trương Vĩnh nhân lúc Lưu Cẩn bỏ về sớm, liền báo với hoàng đế về âm mưu đen tối của Lưu Cẩn, và ông ta và phần còn lại của Bát hổ đã thuyết phục vua gửi lính canh đến bắt giữ Lưu Cẩn và tịch thu tài sản của hắn. Hoàng đế quyết định giam giữ Lưu Cẩn để điều tra sau khi phát hiện gia sản giàu có trong nhà riêng của hắn ta.
Khi triều đình mở phiên xét xử, lúc đầu Lưu Cẩn đã thử chiến thuật bình thường của mình là kiểm soát những người đã thách thức hắn ta. Hắn đã kêu gọi những người mà hắn tuyên bố rằng hắn đã giúp đỡ trong nhiều năm qua, nói rằng họ đã nợ hắn ta. Khi một phi tần hỏi tại sao hắn có quá nhiều áo giáp, gươm dao được giấu đi nếu không ám sát hoàng đế, hắn đã im lặng hoàn toàn. Chính Đức đế thấy vậy nổi giận nói: "Tên nô tài này quả nhiên muốn tạo phản!". Cả nhà Lưu Cẩn đều bị xử tội chết, riêng hắn bị xử lăng trì. Vụ hành quyết bắt đầu vào ngày 27 tháng 9 và kéo dài trong ba ngày. Tài sản của hắn đã bị tịch thu và được dùng trong chính sách cải cách tài chính của hoàng đế.

### Sau Lưu Cẩn
Vụ xử tử Lưu Cẩn, diễn ra vào năm 1510, đã làm giảm đáng kể khả năng của nhóm ảnh hưởng đến các quyết định của hoàng đế. Hệ thống được xây dựng bởi Lưu Cẩn nhằm ban quyền lực quan trọng đối với các hoạn quan, đã nhanh chóng bị các quan triều đình tháo dỡ sau khi hắn bị lật đổ. Tuy nhiên, hoàng đế Chính Đức vẫn tiếp tục giao phó các thành viên còn lại của Bát hổ những quyền hành khác. Chính Đức vẫn cần sự đảm bảo về tài chính, vì vậy ông đã cho các hoạn quan quyền lực để lấy bất cứ thứ gì họ cần từ các quan chức dân sự, để làm cho công việc của họ trở nên dễ dàng hơn. Ông bổ nhiệm Ngụy Bân và Cao Phụng làm Giám đốc Nghi lễ mới, và phần còn lại tiếp tục điều hành các đơn vị đồn trú và các cơ quan giám sát.
Sau cái chết của Chính Đức năm 1521, hầu hết những thành viên còn lại của Bát hổ không còn được tân hoàng đế Gia Tĩnh trọng dụng. Một số quyết định về hưu, một số bị triều đình lưu đày, hoặc nếu còn trụ lại trong triều thì không còn nắm được quyền lực như trước.

## Di sản
Các học giả Nho giáo coi hoạn quan là kẻ tiếm ngôi trời, khi họ nắm đại quyền trong triều đình nhưng không thông qua hệ thống khoa cử như các quyền thần khác.
Ngoài ra, các quan kiểm duyệt của triều đình, những người đôi khi chỉ trích trực tiếp các hoạn quan quyền lực trước hoàng đế, coi thất bại của Lưu Cẩn là một chiến thắng cho sức mạnh của đế quốc Trung Quốc. Năm 1624, đô sát viện Dương Liên đã cầu xin hoàng đế Minh Hy Tông kết tội hoạn quan Ngụy Trung Hiền trong một bức thư nói rằng các hoạn quan phải được kiểm soát sao cho chúng không can thiệp vào bất cứ điều gì bên ngoài cung điện. Ông đề cập đến Lưu Cẩn: "Ngay cả những hoạn quan kiêu ngạo và vô luật pháp như Vương Chấn và Lưu Cẩn cũng bị xử tử ngay lập tức. Vì vậy, triều đại này mới kéo dài cho đến ngày nay".
Trong các bộ sử được viết bởi các nho sĩ, hoạn quan, bao gồm cả Bát hổ và đặc biệt là Lưu Cẩn, được miêu tả một cách tiêu cực. Lưu Cẩn bị đổ lỗi cho việc bùng phát các cuộc nổi loạn vào cuối triều đại của Hoàng đế Chính Đức. Trong bản tường thuật đầy đủ sớm nhất về cuộc nổi loạn năm 1510, "Cuộc nổi loạn đã dẹp yên ở Giang Hoài", viết năm 1513, Vương Ảo lập luận rằng Lưu Cẩn phải chịu trách nhiệm về cuộc nổi loạn, viết rằng: "Vào đầu thời Chính Đức, tên hoạn quan phản bội này đã nắm quyền bất hợp pháp. Bằng những hình phạt tàn ác và bạo quyền [của hắn], [hắn] đã đầu độc tất cả các vùng biển. Tất cả các vùng biển đều hoang mang và biến động. Khi tên hoạn quan phản bội bị hành quyết, hàng loạt kẻ cướp/nổi loạn nổi lên". Trong tài liệu Giang Hải ký, Chu Vân Minh khẳng định rằng sự lạm quyền của Lưu Cẩn đã đẩy đế quốc vào tình cảnh hỗn loạn.
Một nhà sử học nhà Minh đã miêu tả Lưu Cẩn theo một khía cạnh tích cực hơn là Liêu Tân Nhất trong "Nghiên cứu tóm tắt về sự thay đổi các quy định đã được thiết lập của Lưu Cẩn", trong đó ông lập luận rằng việc kiểm tra kho ngũ cốc được thúc đẩy nhiều hơn bởi nhu cầu bổ sung ngũ cốc biên giới phía bắc và phía tây chứ không phải do Lưu Cẩn muốn hối lộ hoặc trả thù.
Trong Hồ sơ thực sự của [Minh] Vũ Tông, Lưu Cẩn một lần nữa được mô tả theo một cách rất tiêu cực. Dường như có sự bất đồng về mối quan hệ của hắn ta với các cuộc nổi loạn, trong khi người ta đồng ý rằng hắn thỉnh thoảng cố gắng không biết mệt mỏi để giữ gìn nội trị, nhưng đôi khi cũng cho rằng hắn có liên hệ cá nhân với thủ lĩnh của quân khởi loạn và hỗ trợ chúng trong cuộc nổi dậy. Đúng là các cuộc nổi dậy nổi lên cùng lúc với cái chết của Lưu Cẩn, nhưng mối quan hệ giữa những sự kiện đó là không rõ ràng.
Nishimura Gensho, học giả hàng đầu của Nhật Bản về cuộc nổi loạn năm 1510, cho rằng cuộc nổi loạn là kết quả của sự yếu kém trong quản lí của hoàng đế Chính Đức khi triều đại của ông đã bị nghiêng ngả bởi các hoạn quan mưu mô khuynh đảo triều chính. Ông tuyên bố rằng mạng lưới tình báo rộng lớn do các hoạn quan điều hành đã khiến đế quốc rơi vào thời kỳ hoảng loạn, và việc tăng diện tích các thôn trang hoàng tộc đã đuổi sạch những nông dân khỏi đất đai canh tác và sinh kế của họ, dẫn đến các cuộc khởi nghĩa sau đó.

### Hoạn quan quyền lực
Những chiếc áo choàng rồng mà Bát hổ được hoàng đế ban tặng đã tượng trưng cho sức mạnh và quyền lực to lớn, điều mà những chàng trai trẻ đang cố gắng lập nghiệp mong muốn. Bát Hổ đã tạo động lực sống cho nhiều thanh niên và đàn ông bị thiến, vì họ tin rằng đó là con đường dẫn đến một cuộc sống thành công.
Nhìn chung, những tài liệu về Bát hổ thêm phần đáng tin cậy trong nhiều câu chuyện được kể trong lịch sử cổ trang Trung Quốc và trong học thuật hiện đại về mức độ quyền lực của các hoạn quan ở Trung Quốc. Trong một cuốn truyện cổ trang của Trung Quốc, Bát hổ và sự bỉ ổi của chúng được nhắc đến nhiều lần. Một vài ví dụ: Lưu Cẩn, với tư cách là người đứng đầu Kho Nội xưởng, đủ quyền lực để yêu cầu các bá quan phải quỳ gối trước hắn và có quyền trừng phạt nghiêm khắc bọn họ, thậm chí là xử tội chết. Kho Nội hành xưởng nổi tiếng với việc bắt giữ những người có số lượng lên tới vài nghìn người. Truyện cũng đề cập đến Đông xưởng, gọi đó là "cơ sở khủng bố của đế quốc" và "tổ chức giống Gestapo".

## Bát hổtrong văn hóa

### Văn hóa cổ điển
Lưu Cẩn góp mặt trong một số vở kịch và tiểu thuyết.
Hang Kai, một trong những người có công trong việc lật đổ Lưu Cẩn, đã viết nhiều vở kịch có sự góp mặt của Lưu Cẩn, vì cả hai đều đến từ Tân Bình.
Tuy nhiên, vở kịch nổi tiếng nhất với Lưu Cẩn, Famensi (Đền Pháp Môn) đã trở nên phổ biến vào thời nhà Thanh, vở kịch được biết đến sớm nhất vào năm 1845. Kinh kịch cổ điển này bao gồm những câu thoại, "Họ của tôi là Lưu, tên đầu tiên của tôi là Cẩn... Năm bảy tuổi, tôi bị thiến và vào cung điện hai năm sau... Tôi đã giúp hoàng đế Chính Đức lên ngôi ". Trong vở kịch, Lưu Cẩn là một vai có khuôn mặt được vẽ (xiahualian), khuôn mặt được sơn màu đỏ để mô tả Lưu Cẩn có "đặc điểm thô và sức mạnh hấp dẫn".
Đền Pháp Môn kể câu chuyện về một vụ án giết người nổi tiếng, những kẻ giết người đã trốn thoát, và một người đàn ông vô tội bị buộc tội sai, nên Lưu Cẩn đã ra lệnh cho phiên xử xem xét lại, dẫn đến việc trừng phạt thành công những thủ phạm. Trong suốt vở kịch, ông là người quyết đoán, nhưng các quyết định của ông đều được Trương Thái hậu (mẹ của Chính Đức đế) ủng hộ hoặc kiểm tra. Do đó, vở kịch đã miêu tả Lưu Cẩn theo một khía cạnh tương đối tích cực. Đền Pháp Môn là một vở opera kinh điển nổi tiếng và được Từ Hi Thái hậu yêu thích. Vở có một đoạn video quay nổi tiếng từ năm 1950 và một vài bản ghi âm nổi tiếng.
Có ít nhất hai cuốn tiểu thuyết được viết dưới triều đại nhà Thanh kể về Lưu Cẩn trong một âm mưu nguy hiểm. Trong Bajian qixia wuyi pingmen qianhou zhuan và Sanmenjie, Lưu Cẩn dụ hoàng đế Chính Đức đi tuần du từ kinh đô đến Tô Châu, hứa hẹn với ông ta những mỹ nữ và phong cảnh đẹp. Sử dụng mối quan hệ của mình với ba tên cướp trưởng, có một đội quân mười vạn người đóng tại Thanh Châu, Sơn Đông, Lưu Cẩn đã bí mật cho họ tấn công hoàng đế và đoàn tùy tùng nhằm hành thích ông. Hoàng đế được cứu bởi sự dũng cảm của một bộ song sinh huynh đệ.